# شلیویتسه (استان کویافسکو-پومورسکی)
شلیویتسه (به لهستانی:  Śliwice) یک روستا در لهستان است که در گمینا شلیویتسه واقع شده‌است. شلیویتسه ۲٬۶۰۰ نفر جمعیت دارد.